# Крсто Франкопан
Крсто Франкопан Бриньский (хорв. Krsto Frankopan Brinjski, венг. Frangepán Kristóf; 1482 — 22 сентября 1527) — хорватский князь из знатного рода Франкопанов. Будучи сторонником короля Венгрии Яноша I Запойяи во время его конфликта с Фердинандом Габсбургом, он стал баном Хорватии в 1526 году и погиб в бою, сражаясь вместе с приверженцами Запойяи.

## Биография
Крсто Франкопан родился в 1482 году в семье хорватского дворянина Бернардина Франкопана (1452—1529), верного сторонника венгерского короля Матьяша I Корвина, и Луизы Арагонской. В 1490 году, после смерти Матьяша I, венгерская корона перешла к польско-литовской династии Ягеллонов со вступлением на престол Владислава II. Крсто оказался верен новому королю, он храбро сражался против Венеции и Османской империи на стороне императора Максимилиана I и венгерского короля Людовика II, сына Владислава II. В 1496 году, благодаря влиятельности семьи Франкопанов, Беатриса де Франкопан, сестра Крсто, вышла замуж за Яноша Корвина, незаконнорожденного сына покойного венгерского короля Матьяша I. После поражения Венгрии от Османской империи в битве при Мохаче (1526) венгерский престол вновь опустел с гибелью Людовика II в этом сражении. Габсбурги тут же заявили о своих притязаниях на него, так как венгерский князь Янош Запойяи также претендовал на трон на правах мужа принцессы из династии Ягеллонов.
Большая часть хорватской знати собралась в Цетине и 1 января 1527 года избрала Фердинанда I королём. Крсто Франкопан был единственным влиятельнейшим представителем хорватского дворянства, который не присутствовал там. Другая часть хорватской знати, в основном из Славонии, собралась спустя пять дней в Дубраве, намереваясь избрать князя Яноша Запойяи королём Хорватии. В итоге оба претендента были коронованы как венгерские короли. Янош Запойяи остался в королевском городе Буде, так как Габсбурги вернулись в свои австрийские владения, но не отказавшись от притязаний на венгерский трон. Янош Запойяи возложил на Крсто обязанности бана Хорватии и военачальника королевства Венгрии, считая его одним из своих ближайших союзников. В междоусобной войне в Хорватии, между силами Запойяи и Фердинанда I, он сражался в Славонии против графа Ференца Баттьяни, который поддерживал претензии Габсбургов. Крсто был смертельно ранен при осаде замка Вараждин и вскоре умер.

## Семья
Первой женой Крсто Франкопана была Аполлония Ланг (ум. 1520), старшая сестра архиепископа-кардинала Зальцбурга Маттеуса Ланга фон Велленбурга. Его второй супругой стала венгерская дворянка Анна Драгффи, вдова Ласло Канижая. У Крсто не было детей ни от одного брака.